# Depressaria absynthiella
Depressaria absynthiella — вид лускокрилих комах родини плоских молей (Depressariidae).

## Поширення
Вид поширений в Центральній і Південно-Східній Європі. Присутний у фауні України.

## Спосіб життя
Личнки живляться листям полину гіркого (Artemisia absinthium).